# Architis
Pour les articles homonymes, voir Sisenna.
Genre
Synonymes
- Sisenna Simon, 1898
- Staberius Simon, 1898
- Mimicosa Petrunkevitch, 1925

Architis est un genre d'araignées aranéomorphes de la famille des Pisauridae.

## Distribution
Les espèces de ce genre se rencontrent en Amérique du Sud et en Amérique centrale.

## Liste des espèces
Selon World Spider Catalog (version 17.0, 02/05/2016) :
- Architis altamira Santos, 2007
- Architis amazonica (Simon, 1898)
- Architis brasiliensis (Mello-Leitão, 1940)
- Architis capricorna Carico, 1981
- Architis catuaba Santos, 2008
- Architis colombo Santos, 2007
- Architis comaina Santos, 2007
- Architis cymatilis Carico, 1981
- Architis dianasilvae Santos, 2007
- Architis erwini Santos, 2007
- Architis fritzmuelleri Santos, 2007
- Architis gracilis Santos, 2008
- Architis helveola (Simon, 1898)
- Architis ikuruwa Carico, 1981
- Architis maturaca Santos, 2007
- Architis neblina Santos & Nogueira, 2008
- Architis robusta Carico, 1981
- Architis spinipes (Taczanowski, 1874)
- Architis tenuipes (Simon, 1898)
- Architis tenuis Simon, 1898
- Architis turvo Santos, 2007

## Publication originale
- Simon, 1898 : Histoire naturelle des araignées. Paris, vol. 2, p. 193-380 (texte intégral).